# Božidar Koželj
‎Božidar Koželj, slovenski metalurg, * 5. februar 1927, Mislinja, † 14. avgust 2016
Božidar Koželj je od 1944 sodeloval NOB, najprej v Kozjanskem odredu, nato v štabu 7. korpusa in nato v štabu 2. divizije KNOJ.
Dr. Božidar Koželj je 1952 diplomiral na NTF, 1976 pa doktoriral na Metalurški fakulteti v Zenici. V Železarni Zenica je bil zaposlen od 1953 ter bil med drugim direktor plavžov (1962-1969) in tehnični direktor do 1977, ko je postal redni profesor za metalurgijo grodlja in jekla na Metalurški fakulteti v Zenici.